# Páros műkorcsolya a 2014. évi téli olimpiai játékokon
A 2014. évi téli olimpiai játékokon a műkorcsolya páros versenyszámának rövid programját február 11-én, a kűrt 12-én rendezték. Az aranyérmet az orosz Tatyjana Voloszozsar–Makszim Tranykov-páros nyerte. A versenyszámban nem vesz részt magyar páros.

## Eseménynaptár
Az időpontok moszkvai idő szerint (UTC+4), zárójelben magyar idő szerint (UTC+1) olvashatóak.
| Időpont                    | Forduló       |
| -------------------------- | ------------- |
| február 11., 19:00 (16:00) | Rövid program |
| február 12., 19:45 (16:45) | Kűr           |

## Eredmények
A rövid programban és a kűrben kapott pontszámok összessége határozta meg a végső sorrendet. A rövid programból az első 16 legjobb páros jutott tovább.

### Rövid program
| Hely. | Páros                                 | Nemzet                 | Tech. | Prog. | Lev.  | Össz. | Mj |
| ----- | ------------------------------------- | ---------------------- | ----- | ----- | ----- | ----- | -- |
| 1.    | Tatyjana Voloszozsar Makszim Tranykov | Oroszország (RUS)      | 45,46 | 38,71 | 0,00  | 84,17 | Q  |
| 2.    | Aliona Savchenko Robin Szolkowy       | Németország (GER)      | 43,46 | 36,18 | 0,00  | 79,64 | Q  |
| 3.    | Kszenyija Sztolbova Fjodor Klimov     | Oroszország (RUS)      | 41,46 | 33,75 | 0,00  | 75,21 | Q  |
| 4.    | Pang Qing Tong Jian                   | Kína (CHN)             | 39,33 | 33,97 | 0,00  | 73,30 | Q  |
| 5.    | Meagan Duhamel Eric Radford           | Kanada (CAN)           | 39,70 | 32,51 | 0,00  | 72,21 | Q  |
| 6.    | Kirsten Moore-Towers Dylan Moscovitch | Kanada (CAN)           | 38,69 | 32,23 | 0,00  | 70,92 | Q  |
| 7.    | Peng Cheng Zhang Hao                  | Kína (CHN)             | 40,89 | 29,70 | 0,00  | 70,59 | Q  |
| 8.    | Vera Bazarova Jurij Larionov          | Oroszország (RUS)      | 37,49 | 32,17 | 0,00  | 69,66 | Q  |
| 9.    | Marissa Castelli Simon Shnapir        | Egyesült Államok (USA) | 37,87 | 29,57 | 0,00  | 67,44 | Q  |
| 10.   | Vanessa James Morgan Ciprès           | Franciaország (FRA)    | 36,19 | 29,17 | 0,00  | 65,36 | Q  |
| 11.   | Stefania Berton Ondřej Hotárek        | Olaszország (ITA)      | 32,90 | 30,67 | 0,00  | 63,57 | Q  |
| 12.   | Maylin Wende Daniel Wende             | Németország (GER)      | 33,20 | 27,05 | −1,00 | 59,25 | Q  |
| 13.   | Paige Lawrence Rudi Swiegers          | Kanada (CAN)           | 32,69 | 26,28 | 0,00  | 58,97 | Q  |
| 14.   | Felicia Zhang Nathan Bartholomay      | Egyesült Államok (USA) | 32,07 | 24,83 | 0,00  | 56,90 | Q  |
| 15.   | Andrea Davidovich Evgeni Krasnopolski | Izrael (ISR)           | 30,24 | 23,14 | 0,00  | 53,38 | Q  |
| 16.   | Nicole Della Monica Matteo Guarise    | Olaszország (ITA)      | 30,76 | 21,88 | −1,00 | 51,64 | Q  |
| 17.   | Miriam Ziegler Severin Kiefer         | Ausztria (AUT)         | 28,36 | 21,26 | 0,00  | 49,62 |    |
| 18.   | Narumi Takahashi Ryuichi Kihara       | Japán (JPN)            | 27,48 | 20,97 | 0,00  | 48,45 |    |
| 19.   | Stacey Kemp David King                | Nagy-Britannia (GBR)   | 24,66 | 21,32 | −1,00 | 44,98 |    |
| 20.   | Julija Lavrentyjeva Jurij Rudik       | Ukrajna (UKR)          | 23,33 | 20,97 | 0,00  | 44,30 |    |

### Kűr
| Hely. | Versenyző                             | Nemzet                 | Tech. | Prog. | Lev.  | Össz.  |
| ----- | ------------------------------------- | ---------------------- | ----- | ----- | ----- | ------ |
| 1.    | Tatyjana Voloszozsar Makszim Tranykov | Oroszország (RUS)      | 74,86 | 77,83 | 0,00  | 152,69 |
| 2.    | Kszenyija Sztolbova Fjodor Klimov     | Oroszország (RUS)      | 72,27 | 71,20 | 0,00  | 143,47 |
| 3.    | Pang Qing Tong Jian                   | Kína (CHN)             | 67,62 | 68,96 | 0,00  | 136,58 |
| 4.    | Aliona Savchenko Robin Szolkowy       | Németország (GER)      | 66,95 | 71,19 | –2,00 | 136,14 |
| 5.    | Kirsten Moore-Towers Dylan Moscovitch | Kanada (CAN)           | 64,91 | 66,27 | 0,00  | 131,18 |
| 6.    | Vera Bazarova Jurij Larionov          | Oroszország (RUS)      | 65,04 | 64,90 | 0,00  | 129,94 |
| 7.    | Meagan Duhamel Eric Radford           | Kanada (CAN)           | 64,25 | 64,07 | –1,00 | 127,32 |
| 8.    | Peng Cheng Zhang Hao                  | Kína (CHN)             | 64,81 | 61,32 | −1,00 | 125,13 |
| 9.    | Marissa Castelli Simon Shnapir        | Egyesült Államok (USA) | 61,25 | 59,13 | 0,00  | 120,38 |
| 10.   | Stefania Berton Ondřej Hotárek        | Olaszország (ITA)      | 58,68 | 57,83 | –1,00 | 115,51 |
| 11.   | Vanessa James Morgan Ciprès           | Franciaország (FRA)    | 57,74 | 58,33 | –2,00 | 114,07 |
| 12.   | Felicia Zhang Nathan Bartholomay      | Egyesült Államok (USA) | 60,11 | 50,20 | 0,00  | 110,31 |
| 13.   | Maylin Wende Daniel Wende             | Németország (GER)      | 52,12 | 54,88 | −1,00 | 107,00 |
| 14.   | Paige Lawrence Rudi Swiegers          | Kanada (CAN)           | 53,83 | 50,18 | −1,00 | 103,01 |
| 15.   | Andrea Davidovich Evgeni Krasnopolski | Izrael (ISR)           | 48,22 | 47,13 | –1,00 | 94,35  |
| 16.   | Nicole Della Monica Matteo Guarise    | Olaszország (ITA)      | 43,38 | 44,84 | −2,00 | 86,22  |

### Összesítés
| Helyezés | Versenyző                              | Nemzet                 | Rövid program | Kűr     | Összesítés |
| -------- | -------------------------------------- | ---------------------- | ------------- | ------- | ---------- |
| Arany    | Tatyjana Voloszozsar Makszim Tranykov  | Oroszország (RUS)      | 84,17         | 152,69  | 236,86     |
| Ezüst    | Kszenyija Sztolbova Fjodor Klimov      | Oroszország (RUS)      | 75,21         | 143,47  | 218,68     |
| Bronz    | Aliona Savchenko Robin Szolkowy        | Németország (GER)      | 79,64         | 136,14  | 215,78     |
| 4.       | Pang Qing Tong Jian                    | Kína (CHN)             | 73,30         | 136,58  | 209,88     |
| 5.       | Kirsten Moore-Towers Dylan Moscovitch  | Kanada (CAN)           | 70,92         | 131,18  | 202,10     |
| 6.       | Vera Bazarova Jurij Jurjevics Larionov | Oroszország (RUS)      | 69,66         | 129,94  | 199,60     |
| 7.       | Meagan Duhamel Eric Radford            | Kanada (CAN)           | 72,21         | 127,32  | 199,53     |
| 8.       | Peng Cheng Zhang Hao                   | Kína (CHN)             | 70,59         | 125,13  | 195,72     |
| 9.       | Marissa Castelli Simon Shnapir         | Egyesült Államok (USA) | 67,44         | 120,28  | 187,82     |
| 10.      | Vanessa James Morgan Ciprès            | Franciaország (FRA)    | 65,36         | 114,07  | 179,43     |
| 11.      | Stefania Berton Ondřej Hotárek         | Olaszország (ITA)      | 63,57         | 115,51  | 179,08     |
| 12.      | Felicia Zhang Nathan Bartholomay       | Egyesült Államok (USA) | 56,90         | 110,31  | 167,21     |
| 13.      | Maylin Wende Daniel Wende              | Németország (GER)      | 59,25         | 107,00  | 166,25     |
| 14.      | Paige Lawrence Rudi Swiegers           | Kanada (CAN)           | 58,97         | 103,01  | 161,98     |
| 15.      | Andrea Davidovich Evgeni Krasnopolski  | Izrael (ISR)           | 53,38         | 94,35   | 147,73     |
| 16.      | Nicole Della Monica Matteo Guarise     | Olaszország (ITA)      | 51,64         | 86,22   | 137,86     |
| 17.      | Miriam Ziegler Severin Kiefer          | Ausztria (AUT)         | 49,62         | kiesett | 49,62      |
| 18.      | Narumi Takahashi Ryuichi Kihara        | Japán (JPN)            | 48,45         | kiesett | 48,45      |
| 19.      | Stacey Kemp David King                 | Nagy-Britannia (GBR)   | 44,98         | kiesett | 44,98      |
| 20.      | Julija Lavrentyjeva Jurij Rudik        | Ukrajna (UKR)          | 44,30         | kiesett | 44,30      |